# Budry (gmina)
Budry – gmina wiejska w województwie warmińsko-mazurskim, w powiecie węgorzewskim sąsiadująca z Rosją. W latach 1975–1998 gmina położona była w województwie suwalskim, a w latach 1999–2001 w powiecie giżyckim. Siedziba gminy to Budry. Według danych z 28 kwietnia 2008 gminę zamieszkiwały 3492 osoby. Natomiast według danych z 31 grudnia 2019 roku gminę zamieszkiwało 2780 osób.

## Struktura powierzchni
Według danych z roku 2002 gmina Budry ma obszar 175,02 km², w tym:
- użytki rolne: 70%
- użytki leśne: 20%

Gmina stanowi 25,24% powierzchni powiatu.

## Demografia

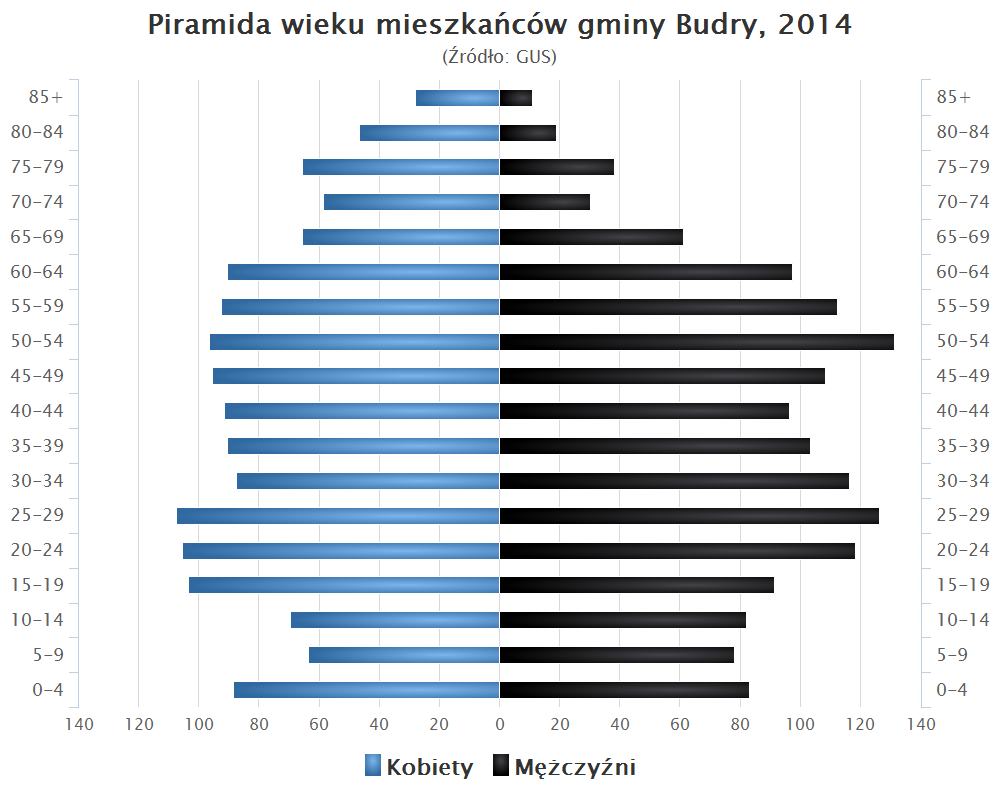
Piramida wieku mieszkańców gminy Budry w 2014 roku

Dane z 30 czerwca 2007:
| Opis                              | Ogółem | Ogółem | Kobiety | Kobiety | Mężczyźni | Mężczyźni |
| --------------------------------- | ------ | ------ | ------- | ------- | --------- | --------- |
| jednostka                         | osób   | %      | osób    | %       | osób      | %         |
| populacja                         | 2989   | 100    | 1485    | 49,68   | 1504      | 50,32     |
| gęstość zaludnienia (mieszk./km²) | 17,75  | 17,75  | 8,81    | 8,81    | 8,59      | 8,59      |

## Ochrona przyrody

### Obszary NATURA 2000
W poszczególnych częściach gminy zlokalizowane są obszary Natura 2000:
- Ostoja Skaliska (PLH280017) SOO
- Lasy skaliskie (PLB280011) OSO.

### Pomniki przyrody
Na terenie gminy znajdują się następujące pomniki przyrody:
| Nr  | Lokalizacja                                  | Forma             | Nazwa                                                                                       | Nr ew.  | Obwód przy powołaniu [cm]                   | Akt powołujący                                             |
| 1.  | leśnictwo Skalisko oddz. 125b, d, g          | grupa drzew       | 9 dębów szypułkowych                                                                        | 166     | od 280 do 380                               | RLB-16/153/52                                              |
| 2.  | Dąbrówka park dworski                        | grupa drzew       | buk pospolity żywotnik zachodni dąb szypułkowy                                              | 230     | 220 166 437                                 | Dz. Urz. WRN w Suwałkach Nr 2 poz. 10 z 1980 r.            |
| 3.  | Więcki park dworski                          | grupa drzew       | jesion wyniosły dąb szypułkowy 2 klony zwyczajne                                            | 302-304 | 360 282 250                                 | Dz. Urz. WRN w Suwałkach Nr 7 poz. 26 z 1984 r.            |
| 4.  | Dąbrówka park dworski                        | grupa drzew       | jesion wyniosły lipa drobnolistna                                                           | 307-308 | 408 565                                     | Dz. Urz. WRN w Suwałkach Nr 7 poz. 26 z 1984 r.            |
| 5.  | Więcki 7                                     | grupa drzew       | dąb szypułkowy jesion wyniosły                                                              | 389-390 | 318 380                                     | Rozp. Nr 14 Woj. Suwalskiegoego z 01.01.1994 r.            |
| 6.  | Ołownik park                                 | grupa drzew       | 9 buków pospolitych                                                                         | 478-486 | 272, 237, 328, 327, 307, 266, 315, 256, 275 | Rozp. Nr 32 Woj. Suwalskiegoego z 26.06.1996 r.            |
| 7.  | Dąbrówka park dworski                        | grupa drzew       | 3 graby pospolite nazwa jednego z nich to "Jacek" lipa drobnolistna dąb szypułkowy "Antoni" | 510-514 | 238, 165, 413 336 219                       | Rozp. Nr 222/98 Woj. Suwalskiego z 14.12.1998 r.           |
| 8.  | Więcki park dworski, przy szkole             | pojedyncze drzewo | buk pospolity                                                                               | 515     | 220                                         | Rozp. Nr 222/98 Woj. Suwalskiego z 14.12.1998 r.           |
| 9.  | Budry przy ogrodzeniu w parku podworskim     | pojedyncze drzewo | lipa drobnolistna                                                                           | 516     | 330                                         | Rozp. Nr 222/98 Woj. Suwalskiego z 14.12.1998 r.           |
| 10. | Budry przy budynku dawnej Szkoły Podstawowej | pojedyncze drzewo | dąb szypułkowy "Józef"                                                                      | 517     | 323                                         | Rozp. Nr 222/98 Woj. Suwalskiego z 14.12.1998 r.           |
| 11. | Olszewo Węgorzewskie przy drodze na Góry     | pojedyncze drzewo | topola czarna                                                                               | -       | 590                                         | Dz. Urz. Woj. Warm.-Maz. Nr 177, poz. 2598 z 18.11.2008 r. |
| 12. | Brzozówko aleja parkowa                      | grupa drzew       | 4 jesiony wyniosłe                                                                          | -       | od 120 do 142                               | Dz. Urz. Woj. Warm.-Maz. Nr 177, poz. 2598 z 18.11.2008 r. |

### Obszary Chronionego Krajobrazu
Na obszarze gminy znajdują się:
- Obszar Chronionego Krajobrazu Doliny Gołdapy i Węgorapy (północna część gminy)
- Obszar Chronionego Krajobrazu Krainy Wielkich Jezior Mazurskich (południowo-wschodnia część gminy).

## Sołectwa
Brzozówko, Budry, Budzewo, Góry, Grądy Węgorzewskie, Olszewo Węgorzewskie, Ołownik, Pawłowo, Piłaki Małe, Popioły, Sąkieły Małe, Sobiechy, Wężówko, Więcki, Wola, Zabrost Wielki.

## Pozostałe miejscowości
Bogumiły, Dąbrówka, Dowiaty, Droglewo, Jurgucie, Kaczorowo, Koźlak, Maryszki, Mniszki, Ołownik (osada), Pietrele, Piotrówko, Pochwałki, Skalisko, Skalisze, Wydutki.

## Sąsiednie gminy
- Banie Mazurskie,
- Pozezdrze,
- gmina Węgorzewo.